# Шестидесятый, Илларион Павлович
Илларион Павлович Шестидесятый (1879 или 1880—1981?) — участник восстания на броненосце «Потёмкин», почётный гражданин Одессы.

## Биография
Родился в селе Градижск Градижской волости Кременчугского уезда Полтавской губернии (по другим данным — в посёлке Антонины, Волынская губерния).
На матросскую службу поступил в 1902 году. В 1905 году минный машинист Шестидесятый принял участие в восстании на броненосце «Потёмкин». Входил в судовую комиссию во главе с Афанасием Матюшенко.
После революционных событий поочерёдно жил в Румынии, Швейцарии, Франции, Бельгии, Аргентине и Канаде. В 1923 году вернулся в новообразованный СССР. До выхода на пенсию работал слесарем на заводах Киева и в других городах УССР. 
В газете «Правда» за 19 сентября 1961 года упоминается, что на тот момент Шестидесятому было 82 года и он жил в Антонинах. По данным некоторых источников, Шестидесятый некоторое время жил и в Хмельницком.

## Награды
В 1955 году награждён орденом Красного Знамени.
В 1965 году в ознаменование 60-летия со дня восстания и заслуги по руководству восстанием наряду с Иваном Лычевым и Алексеем Царёвым зачислен почётным гражданином города Одессы.